# Ferrolega
Una ferrolega è una lega metallica del ferro e di almeno un altro elemento chimico, escluso il carbonio.

## Impiego delle ferroleghe in ambito siderurgico
In siderurgia le ferroleghe sono impiegate per portare in analisi la composizione di un bagno d'acciaio liquido. 
È assolutamente necessario, per tale utilizzo, conoscere il titolo (percentuale in peso) dei diversi elementi leganti diversi dal ferro. Oltre a questo è opportuno conoscere la resa che viene determinata per via sperimentale.
In base al peso del bagno di acciaio liquido è immediato calcolare il quantitativo (in genere espresso in chilogrammi) di ferroleghe da aggiungere per ottenere una determinata composizione chimica finale.
In genere, gli elementi che è possibile introdurre nel bagno di acciaio liquido mediante aggiunta di ferroleghe sono: manganese, silicio, cromo, molibdeno, niobio, nickel, titanio, boro. Il vanadio ultimamente non è più utilizzato come un tempo, e ciò anche a causa dell'impennata avutasi nei costi di fornitura.
Alcune ferroleghe, al momento in cui vengono a miscelarsi con l'acciaio liquido generano delle "sostanze inquinanti" (cioè sostanze indesiderate che abbassano la qualità del materiale).

## Alcune tipologie di ferroleghe reperibili in commercio
- FeMn-LC - ferromanganese a basso tenore di carbonio; composizione chimica indicativa: Mn 80,0-95,0%, C 0,75% max, Si 1,2% max, P 	0,20% max, S 0,04% max
- FeMn-MC - ferromanganese a medio tenore di carbonio
- FeMn-HC - ferromanganese ad alto tenore di carbonio; composizione chimica indicativa: Mn 74,0-82,0%, C 7,5% max, Si 1,2% max, P 0,35% max, S 0,05% max
- FeMn-bt Si - ferromanganese a basso tenore di silicio
- FeSi - ferrosilicio
  - composizione chimica indicativa del FeSi75%: Si 74,0-79,0%, S 0,025% max, Mn 0,40% max, Al 1,50% max, P 0,035% max
  - composizione chimica indicativa del FeSi50%: Si 47,0-51,0%, Al 1,25% max, C 0,10% max, S 0,025% max, Mn 0,75% max, P 0,040% max
- FeSiMn - ferrosilicomanganese; composizione chimica indicativa: Mn 65,0-68,0%, Si 16,0-18,5%, C 2,0% max, P 0,20% max, S 0,04% max
- FeSiMn-bt B - ferrosilicomanganese a basso tenore di boro
- FeCr - ferrocromo a elevato tenore di carbonio; composizione chimica indicativa: Cr 62,0-72,0%, C 6,0-8,0%, Si 3,0% max (<0,80%), S 0,05% max, P 0,03% max
- FeCe - ferrocerio lega piroforica usata per acciarini, accendini ecc.

## Calcolo della quantità di ferroleghe da aggiungere
Supponiamo, per esempio, di disporre di due ferroleghe (che identificheremo con F1 e F2) contenenti due elementi chimici (E1 ed E2) in percentuali diverse. Indichiamo con E11(%) e con E21(%) rispettivamente le percentuali di E1 e di E2 presenti in F1. Analogamente indichiamo con E12(%) e con E22(%) rispettivamente le percentuali di E1 e di E2 presenti in F2.
|                  | Elemento 1 (E1)                           | Elemento 2 (E2)                           |
| ---------------- | ----------------------------------------- | ----------------------------------------- |
| Ferrolega 1 (F1) | {\displaystyle E1_{1}(\%)\vee E1_{1}(kg)} | {\displaystyle E2_{1}(\%)\vee E2_{1}(kg)} |
| Ferrolega 2 (F2) | {\displaystyle E1_{2}(\%)\vee E1_{2}(kg)} | {\displaystyle E2_{2}(\%)\vee E2_{2}(kg)} |

Supponiamo di indicare con P.B. il peso del bagno metallico (in kg) cui desideriamo aggiungere le nostre due ferroleghe.

Inoltre con E1D(%) e con E2D(%) indichiamo le percentuali desiderate (valori di puntamento o di messa a punto) di E1 e di E2 all'interno dello stesso bagno metallico.

Quanti chili di F1 e di F2 occorrerà aggiungere, per un dato P.B.(kg) al fine di ottenere E1D% e E2D%?

Per rispondere a questa domanda occorre risolvere il seguente sistema di equazioni algebriche:

{\displaystyle \left\{{\begin{matrix}P_{1}(kg)={\frac {(E1_{D}\%\times P.B.(kg))}{100\%}}\ =E1_{1}(kg)+E1_{2}(kg)\\P_{2}(kg)={\frac {(E2_{D}\%\times P.B.(kg))}{100\%}}=E2_{1}(kg)+E2_{2}(kg)\\{\frac {E1_{1}(kg)}{E2_{1}(kg)}}={\frac {E1_{1}(\%)}{E2_{1}(\%)}}=c_{1}\\{\frac {E1_{2}(kg)}{E2_{2}(kg)}}={\frac {E1_{2}(\%)}{E2_{2}(\%)}}=c_{2}\end{matrix}}\right.}
Dove {\displaystyle P_{1}(kg)} e {\displaystyle P_{2}(kg)} rappresentano rispettivamente le quantità di {\displaystyle E_{1}(kg)} e di {\displaystyle E_{2}(kg)} da aggiungere per ottenere {\displaystyle E1_{D}(\%)} e {\displaystyle E2_{D}(\%)}, mentre 
c1 e c2 sono due costanti adimensionali che dipendono rispettivamente dalla composizione di {\displaystyle F1} ed {\displaystyle F2}.

Il sistema è composto da quattro equazioni e da quattro incognite: E11(kg), E12(kg),E21(kg) e E22(kg), pertanto è determinato. 

Con dei semplici passaggi algebrici si perviene alle soluzioni cercate:

{\displaystyle E2_{2}(kg)={\frac {(c_{1}\times P_{2}(kg)-P_{1}(kg))}{(c_{1}-c_{2})}}\,}
{\displaystyle E2_{1}(kg)={\frac {P_{2}(kg)-(c_{1}\times P_{2}(kg)-P_{1}(kg))}{(c_{1}-c_{2})}}\,}
{\displaystyle E1_{1}(kg)=c_{1}\times E2_{1}(kg)\,}
{\displaystyle E1_{2}(kg)=c_{2}\times E2_{2}(kg)\,}
Da cui avremo che in totale bisognerà aggiungere {\displaystyle E1_{1}(kg)+E2_{1}(kg)} chili di ferrolega F1 e {\displaystyle E1_{2}(kg)+E2_{2}(kg)} chili di ferrolega F2.